# 6738 Tanabe
A 6738 Tanabe (ideiglenes jelöléssel 1993 FD1) a Naprendszer kisbolygóövében található aszteroida. Endate Kin és Vatanabe Kazuró fedezte fel 1993. március 20-án.